# Anti Cimex
Anti Cimex est un groupe suédois de crust punk, originaire de Skövde, Göteborg, Linköping et Malmö, actif entre 1981 et 1993.

## Histoire
Anti Cimex est formé en 1981 à Göteborg, en Suède, par le chanteur Nille, le bassiste Jonsson, le guitariste Jocke et le batteur Charlie. Le nom vient d'une entreprise suédoise de dératisation qui porte ce nom. Cimex est le nom générique latin des punaises de lit. Après quelques répétitions, le premier EP Anarkist Attack sort, sur lequel le groupe présentait encore un punk rock simple. Le changement de style s'opère en 1982. Auparavant, le chanteur Nille quitte le groupe et le bassiste Tomas Jonsson reprend le chant. Plus tard dans l'année 1982, le trio sort l'EP Raped Ass, que le musicien et auteur suédois Daniel Ekeroth considère comme le hardcore le plus rugueux et le plus brutal jamais sorti et comme un classique du genre. Un autre EP suit en 1984 (Victims of a Bomb Raid) et l'EP Anti-Cimex en 1986. Après le départ du guitariste, le groupe se sépare en 1986.
En 1990, le groupe réussit à recruter un nouveau guitariste en la personne de Cliff Lundberg. Cependant, le groupe s'est définitivement séparé en 1993, après deux autres albums studio et un album live. Dans une interview de 2018, le batteur Claeson a mis en cause des différences musicales et une aliénation personnelle entre le chanteur Jonsson, qui vit à 400 km au sud de Göteborg, et le reste du groupe.
D'anciens membres jouent dans d'autres groupes après la fin du groupe, comme Driller Killer (Lundberg) et Wolfbrigade (Jonsson). Plusieurs albums live et compilations de musique du groupe sont publiés par la suite, notamment sur Svart Records et Back on Black. En 2005, la compilation A Tribute to Anti Cimex est publiée, sur laquelle figuraient de nombreux groupes de crust et de D-beat influencés par Anti Cimex, par exemple Disclose (Japon), Wolfbrigade (Suède), Ratos de Porão (Brésil) et Doom (Royaume-Uni). En 2013, des projets de reformation du groupe sont apparus, mais n'ont jamais été réalisés. En 2018, le label britannique Dissonance Productions publie un coffret de 3 CD contenant tous les enregistrements studio du groupe.

## Accueil
Le magazine musical allemand Rock Hard considère Anti-Cimex comme l'un des « pères fondateurs du crust punk scandinave ». L'Encyclopedia of Swedish Punk 1977-1987 considère le groupe comme le groupe de punk suédois le plus célèbre de son époque. 

## Discographie
- 1982 : Anarkist Attack (EP, Bullshit Recordz)
- 1983 : Raped Ass (EP, A-Records)
- 1984 : Victims of a Bombraid (EP, Malign Massacre Records)
- 1986 : Anti-Cimex (EP, Distraught)
- 1990 : Absolut Country of Sweden (CBR Records)
- 1992 : Live 92 - Fucked in Finland (EP live, Arda Records)
- 1993 : Scandinavian Jawbreaker (Discipline)